# 小簾紅園

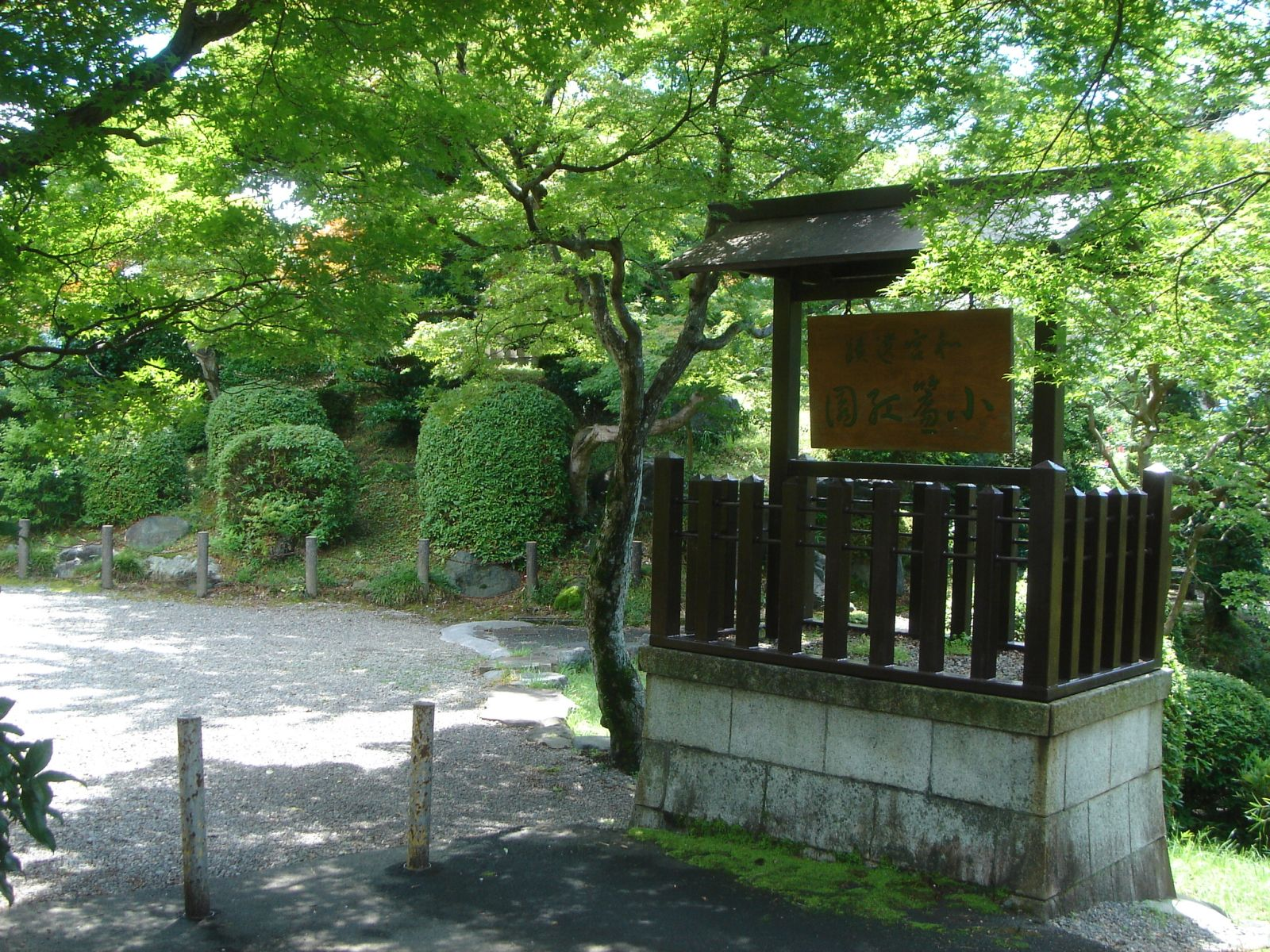
小簾紅園

小簾紅園（おずこうえん）は、岐阜県瑞穂市にある公園、史跡である。

## 概要
1861年（文久元年）孝明天皇の妹である皇女和宮が徳川家茂に嫁ぐ折、呂久川（揖斐川）を御座船で渡った際に「落ちて行く 身と知りながら もみじばの 人なつかしく こがれこそすれ」の和歌を詠んだという。このことを記念し、1929年（昭和4年）4月26日に開園した。和宮が詠んだ和歌の歌碑（東伏見宮妃周子の筆）を中心に日本庭園として整備されている。楓を中心に多くの樹木が植えられ、紅葉の名所である。
和宮の遺徳を偲び、毎年、4月の最終日曜日（平成28年度までは4月26日）に春の例祭（神式）、10月26日に秋の例祭（仏式）がそれぞれ行われる。1976年（昭和51年）10月の大祭は皇女和宮百年祭として、秩父宮妃勢津子を招いて行われた。
1970年（昭和45年）巣南町（現・瑞穂市）の指定史跡となる。

## 呂久の渡し
- この地にはかつて呂久川（揖斐川）が流れ、1580年（天正8年）に織田信忠により呂久の渡しが開設される。この呂久の渡しは江戸時代には中山道の渡船になっている。
- 1861年（文久元年）、公武合体のために皇女和宮が徳川家茂の元に嫁ぐために、中山道で江戸に下ったさい、旧暦10月26日に呂久の渡しで呂久川を渡る。このさい、警護を行った大垣藩は御座船10隻を艤装し、和宮の旅情を慰めたという。御座船の玉簾の中から対岸（東）の馬淵家の庭の紅葉した楓を見た和宮は、その美しさに「落ちて行く　身と知りながら　もみじばの　人なつかしく　こがれこそすれ」の和歌を詠む。
- 1925年（大正14年）に呂久の渡しは、河川改修工事により川の流れが直線化され、揖斐川が東へ300mへ移動したため廃止となったが、この和宮の遺徳を偲び、この呂久の渡しの跡地を中心に、和宮が見た楓の庭を含めた地域を公園にする計画が持ち上がる。これが小簾紅園となる。

## 所在地
- 岐阜県瑞穂市呂久

瑞穂市内では呂久地区のみ、揖斐川の西岸に位置する。

## 交通
- 鷺田橋の南西、約300m
- みずほバス鷺田・舟木線「呂久」バス停下車、徒歩2分
- 名阪近鉄バス「大島」バス停下車、徒歩15分
  - 大垣駅前バスのりば1番乗り場「開発住宅前」行き